# Karres
Karres település Ausztria tartományának, Tirolnak a Imsti járásában található. Területe 7,52 km², lakosainak száma 608 fő, népsűrűsége pedig 81 fő/km² (2014. január 1-jén). A település 830 méteres tengerszint feletti magasságban helyezkedik el.

## Fordítás
- Ez a szócikk részben vagy egészben  a   Karres című angol Wikipédia-szócikk ezen változatának fordításán alapul.  Az eredeti cikk szerkesztőit annak laptörténete sorolja fel. Ez a jelzés csupán a megfogalmazás eredetét és a szerzői jogokat jelzi, nem szolgál a cikkben szereplő információk forrásmegjelöléseként.